# 人道报
《人道报》（法語：L'Humanité，發音：[lymanite]）是法国的一份全国性日报。原为法国共产党中央机关报，现在虽已独立运营，但仍由法国共产党实际控制。它的口号是“在一个理想的世界出现前，人道报将一直存在。”

## 历史
1904年4月，法国著名工人运动活动家让·饶勒斯创办该报，作为工人国际法国支部机关报。1920年12月30日，工人国际法国支部在图尔代表大会上发生分裂，主张加入共产国际的多数派组成法国共产党，该报遂成为法共中央机关报，成为为法国人民的民主和自由而斗争的强有力组织者。曾多次受到政府没收、罚款和迫害。1939年8月被达拉第政府禁止出版后，转入地下。同年9月29日地下版创刊，每4天出1期，连续出版了367期。1940年德国纳粹占领法国后，该报坚决宣传法共的政治号召：“保卫、武装和战斗。”法国解放后，该报在争取法国政治和经济独立，反对帝国主义的侵略和战争政策，支持世界被压迫民族争取独立的斗争等方面做出了一定的贡献。发行量最高时达50万份。1994年，法共“二十八大”决定将该报的定位由“共产党中央机关报”变更为“法共的报纸”。1999年，法共采用新党章，删除了该报与法共的关系的表述。法共不再直接任命该报编辑部成员，但法共仍是该报的发行者，法共党员也依旧积极参与该报的发行工作。

## 活动
人道报社每年都举办大型游园活动“人道报节”。